# Jake Cronenworth
Jacob John Cronenworth (né le 21 janvier 1994 à St. Clair, Michigan, États-Unis) est un joueur de champ intérieur des Padres de San Diego de la Ligue majeure de baseball.

## Carrière
Joueur des Wolverines de l'Université du Michigan, Jake Cronenworth est choisi par les Rays de Tampa Bay au 7e tour de sélection du repêchage amateur de 2015.
Le 6 décembre 2019, les Rays transfèrent aux Padres de San Diego Jake Cronenworth, qui évolue alors toujours en ligues mineures, et le joueur de champ extérieur Tommy Pham, pour recevoir en échange le voltigeur Hunter Renfroe et les joueurs de champ intérieur Xavier Edwards et Esteban Quiroz.
Il fait ses débuts dans le baseball majeur le 26 juillet 2020 avec les Padres de San Diego. Son premier coup sûr, réussi au cours de ce match, est un double aux dépens du lanceur Archie Bradley des Diamondbacks de l'Arizona. Il réussit son premier coup de circuit dans les majeures le 4 août 2020 contre Dustin May des Dodgers de Los Angeles.